# Huize Sint Joseph (Heel)
Huize Sint Joseph was een klooster van de Broeders van de Heilige Joseph te Heel, gelegen aan Rector Driessenstraat 2.
De broeders verzorgden mannen met een verstandelijke beperking en deden dat vanaf 1880 in de gebouwen van Kasteel Heel en in een school, die de naam Klein Bethlehem kreeg. Het aantal cliënten nam toe, terwijl het kasteel zou worden ingericht voor verstandelijk beperkte vrouwen. 
De broeders kochten daarom het landgoed rond villa Daelzicht en in 1909 werd daar begonnen met de bouw van een hoofdgebouw van wat Huize Sint Joseph zou worden. Architecten waren Jozef Seelen en Ben Schinkel. In 1910 kwam het L-vormge hoofdgebouw gereed, gebouwd in neorenaissancestijl. Hierop werd begonnen met de bouw van de neogotische kapel, gewijd aan het Heilig Hart.
De kapel werd eind 1944 door oorlogshandelingen zwaar beschadigd, en in 1948 brak een grote brand uit, waarbij beide zijaltaren verloren gingen. Het hoofdaltaar, evenals de zijaltaren in 1914 vervaardigd door atelier Ramakers, bleef gespaard. Bij de herbouw werd een nieuwe toren geplaatst. De oorspronkelijk aanwezige trapgevels werden gesloopt.
Het neogotisch interieur werd nog gerestaureerd in 1978, maar uiteindelijk werd het klooster opgeheven, werd de zorg in 1969 voortgezet door de stichting Daelzicht, en werden zorgwoningen gebouwd. Het klooster, inclusief de kapel, werd gesloopt in 2015. Een aantal kunsthistorisch belangrijke onderdelen werd veiliggesteld.

## Daelzicht
Daelzicht werd in 1969 opgericht en had als taak om het werk van de Broeders voort te zetten. Bij deze stichting was ook Huize Savelsberg te Koningslust, van dezelfde orde, betrokken. In 1992 fuseerde Daelzicht met de Katholieke Stichting voor het Gehandicapte Kind te Tienray, in 1996 met stichting Huize ’t Veld te Swalmen, en in 2001 met de Stichting Sociaal Pedagogische Zorg te Sittard.